# براءة اختراع كيميائية

مثال على هيكل ماركوش

براءة اختراع كيميائية أو براءة اختراع دوائية هي براءة اختراع لاختراع في صناعة المواد الكيميائية أو المستحضرات الصيدلانية. بالمعنى الدقيق للكلمة، في معظم الولايات القضائية، لا توجد اختلافات جوهرية بين المتطلبات القانونية للحصول على براءة اختراع لاختراع في المجالات الكيميائية أو الصيدلانية، مقارنة بالحصول على براءة اختراع في المجالات الأخرى، مثل المجال الميكانيكي. وبالتالي، فإن براءة الاختراع الكيميائية أو براءة الاختراع الصيدلانية ليست حقًا فريدًا، أي نوع قانوني خاص من براءات الاختراع.
في صناعة المستحضرات الصيدلانية، تُمنح حماية براءات الاختراع للأدوية والأدوية أهمية خاصة، لأنه يمكن نسخ الأدوية والأدوية بسهولة أو تقليدها (عن طريق تحليل مادة دوائية) وبسبب الإنفاق الكبير على البحث والتطوير والمخاطر العالية المرتبطة به. تطوير عقار جديد.
تختلف براءات الاختراع الكيميائية عن المصادر الأخرى للمعلومات التقنية بسبب هياكل ماركوش العامة الموجودة فيها، والتي سميت على اسم المخترع يوجين ماركوش الذي فاز بمطالبة في الولايات المتحدة في عام 1925 للسماح باستخدام مثل هذه الهياكل في مطالبات براءات الاختراع. تُستخدم هذه الهياكل العامة لجعل مطالبة البراءة واسعة بقدر الإمكان.
في الولايات المتحدة، كانت براءات الاختراع على المستحضرات الصيدلانية تعتبر غير أخلاقية من قبل مهنة الطب خلال معظم القرن التاسع عشر. تم تمديد شروط براءات اختراع الأدوية في الولايات المتحدة من 17 إلى 20 عامًا في عام 1994.